# Klapneusvleermuizen
De klapneusvleermuizen of klapneuzen (Rhinopomatidae) is een familie uit de orde der vleermuizen (Chiroptera) met slechts één geslacht, Rhinopoma. 

## Kenmerken
Klapneuzen zijn kleine vleermuizen met zeer slanke ledematen en een lange, dunne, onbehaarde zweepstaart, die ongeveer even lang is als de rest van het lichaam en niet verbonden is aan de vlieghuid. De zandkleurige vacht is zacht en kort. De snuit heeft een klein en simpel neusblad met klepvormige neusgaten. De grote oren met een goed ontwikkeld tragus zijn boven de grote zwarte ogen verbonden met een membraan. Bij de staartwortel en de achterpoten bevindt zich een vetopslagplaats. Van alle vleermuizen hebben klapneuzen de kortste vingers, relatief gezien ten opzichte van de voorarm. De kop-romplengte is 50 tot 90 mm, de voorarmlengte 45 tot 75 mm, de staartlengte 40 tot 80 mm en het lichaamsgewicht 6 tot 14 gram.

## Leefwijze
Klapneuzen leven in woestijnen en halfwoestijnen in Noord-Afrika en Zuid-Azië, van Marokko en Senegal via Zuid-Soedan, het Midden-Oosten en India tot Myanmar, Thailand en Noord-Sumatra. Ook komen ze voor in landbouwgebieden en verstoorde streken. Zij zijn aangepast aan leven in gebieden met een lage luchtvochtigheid en een hoge temperatuur. Als schuilplaats worden rotsspleten, rotsmuren, huizen, putten, tombes (waaronder de Egyptische piramides, waar ze al meer dan drieduizend jaar voorkomen), tunnels en grotten gebruikt. Dieren uit de meer noordelijke delen van Zuid-Azië trekken naar winterkolonies, waar ze een winterslaap houden. In zeer droge streken houden de dieren bij voedselschaarste een zomerslaap, waarbij ze teren op de opgeslagen vetvoorraad.
Klapneusvleermuizen leven in kolonies van duizenden dieren, waarbij de dieren zich verzamelen in kleine, verspreide groepjes. Gemengde groepen zijn algemeen, maar ook groepjes met enkel mannetjes of enkel vrouwtjes komen ook voor. Het zijn vrij slechte, maar snelle vliegers die snel uitgeput raken. Ze kunnen ook zeer snel rennen, ook op de grond. Ze jagen op kleine insecten als kevertjes die ze op vijf tot tien meter hoogte vangen in een golvende vlucht.

## Classificatie
Deze familie is het nauwste verwant aan Kitti's varkensneusvleermuis (Craseonycteris thonglongyai), waarmee de klapneuzen de superfamilie Rhinopomatoidea vormen, en aan de hoefijzerneuzen (Rhinolophidae), bladneusvleermuizen van de Oude Wereld (Hipposideridae) en grootoorvleermuizen (Megadermatidae), de andere leden van de infraorde Yinochiroptera. Er zijn vier soorten, die voorkomen in de drogere streken van Noord-Afrika en het zuiden van Azië. Er zijn geen fossielen bekend.

## Soorten
De familie omvat de volgende soorten:
- Geslacht Rhinopoma
  - Rhinopoma cystops
  - Rhinopoma hadramauticum
  - Kleine klapneusvleermuis (Rhinopoma hardwickii)
  - Rhinopoma macinnesi
  - Egyptische klapneusvleermuis (Rhinopoma microphyllum)
  - Rhinopoma muscatellum

Vleerhonden · Kitti's varkensneusvleermuis · Klapneusvleermuizen · Reuzenoorvleermuizen · Hoefijzerneuzen · Bladneusvleermuizen van de Oude Wereld · Spleetneusvleermuizen · Schedestaartvleermuizen · Nieuw-Zeelandse vleermuizen · Hechtschijfvleermuizen · Furievleermuizen · Hazenlipvleermuizen · Plooilipvleermuizen · Bladneusvleermuizen van de Nieuwe Wereld · Trechteroorvleermuizen · Zuigschijfvleermuizen · Bulvleermuizen · Miniopteridae · Gladneuzen